# Johan Kettler zu Nesselradt

Wapen Kettler Neu Assen

Johan Kettler zu Nesselradt ook genoemd Johann zu Melrich (ca. 1520-9 oktober 1586) heer van Mellrich, Embüte / Ambothen, Nesselrode, Eggeringhausen en Essern was een zoon van Godhard II Kettler (ca. 1480-1556) heer van Neu-Assen en heer van Mellrich en Sibylle Sophie van Nesselrode (1490-1571). 
Als vaders erfdeel ontving hij het Haus Nesselrath.

## Huwelijk en kinderen
Hij trouwde met Agnes Schenk von Nideggen (ca. 1522-1602). Zij was een dochter van Johan Hendrik Schenk von Nideggen en Anna von Vittinghoff-Schell. Uit zijn huwelijk zijn de volgende kinderen geboren:
- Anna Catharina Kettler vrouwe van Mellrich en Ambotten. Zij trouwde met Georg von Heyden (-19 augustus 1620). Hij was een zoon van Diederik von Heyden heer en eigenaar van Burg Schönrath en Hermanna van Hörde.
- Johan Kettler (ca. 1570-1629) heer tot Montjoye en Oyen. Hij trouwde met Catharina Anna van Loë (4 december 1571-). Zij was een dochter van Matthias von Loë en Anna Balthasarsdr van Flodrop (-24 september 1584).
- Anna Kettler (1580-). Zij trouwde in 1603 met Matthias II von der Recke (1565-1637). Hij was een zoon van Thies von der Recke zu Neuenburg (1497-1580) en Sophia van Fircks (1540-1598)
- Johanna van Ketteler (- voor 1636) vrouwe van Frechen en Vogstbel ook genaamd Agnes van Kettler-Nesselradt (- voor 1636). Zij trouwde met Maximilian van Bronckhorst-Batenburg graaf van Bronckhorst, heer van Batenburg in 1623, Steyn, West-Barendrecht, Bicht, Moerkerken en Meeswijck (na 1561 - Batenburg, 30 juni 1641). Hij was de zoon van Karel I van Bronkhorst-Batenburg-Steyn en Alverade van Vlodrop.

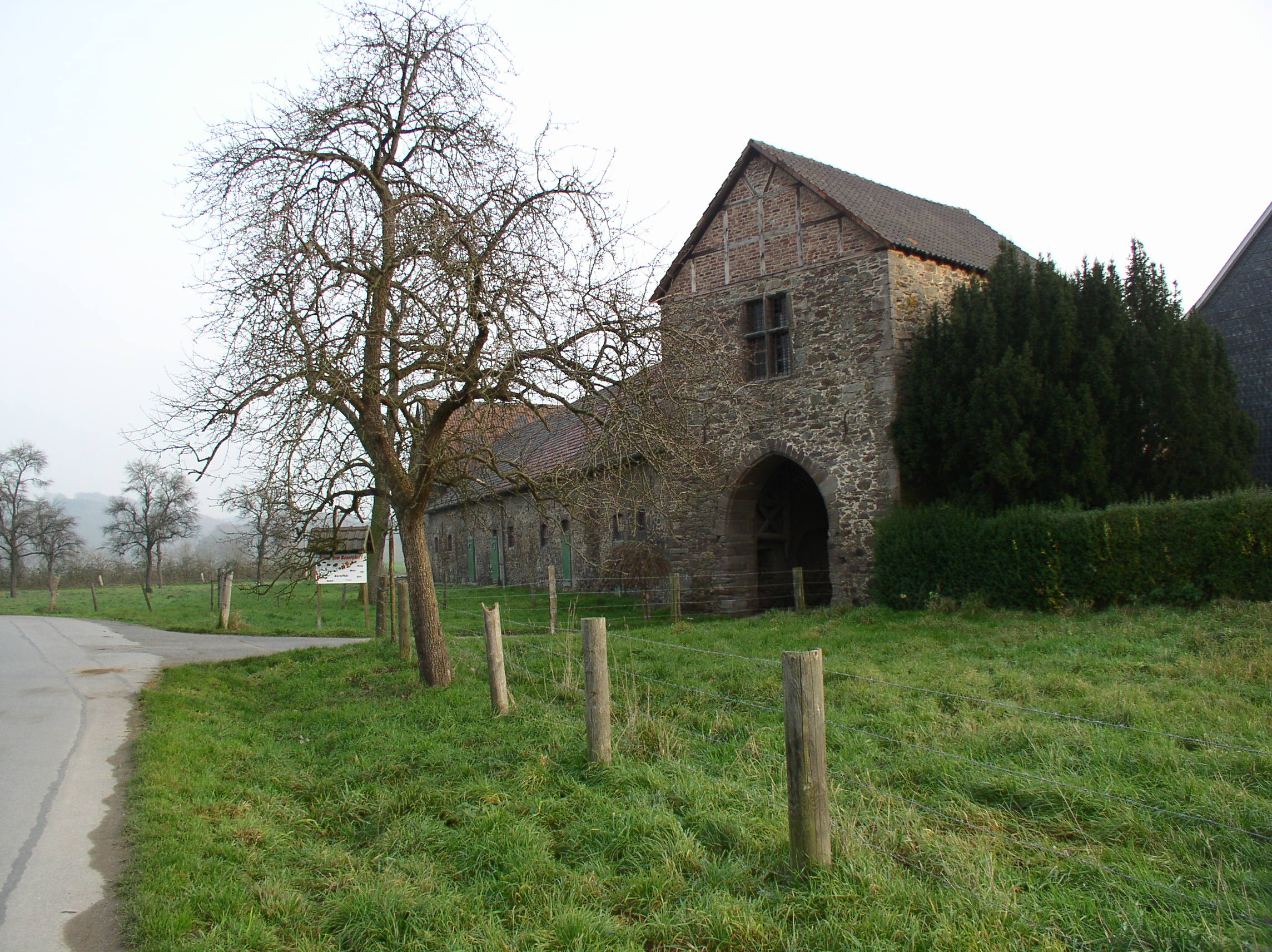
Haus Nesselrath
Wapen Schenk von Nydeggen
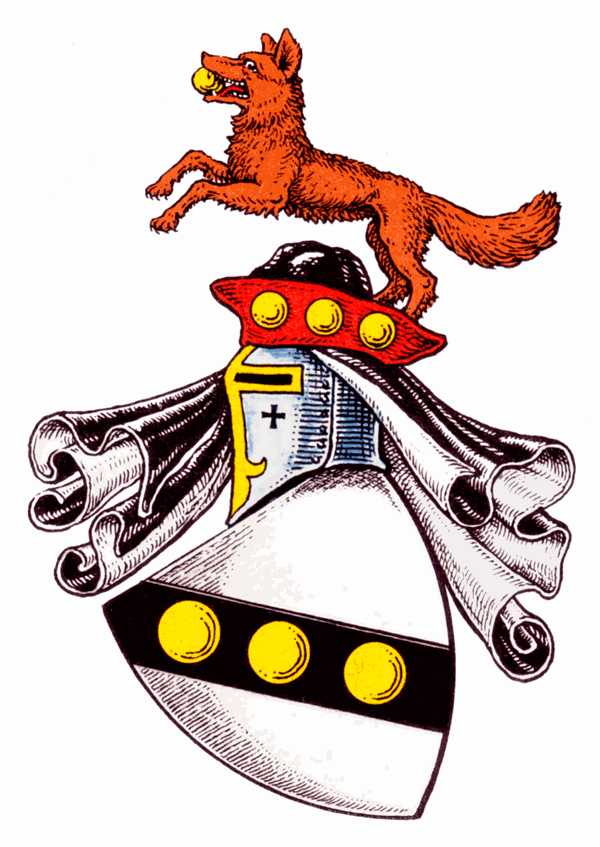
Wapen von Vittinghof-Schell